# بنك أم درمان الوطني
بنك أم درمان الوطني هو أحد بنوك جمهورية السودان حيث تم افتتاحه وزاول أعماله رسمياً في يوم 14/8/1993. خلال أكثر من عشرين عاماً حقق بنك أم درمان توسعاً رأسياً وأفقياً بحيث غطت خدماته معظم أنحاء السودان، وقد بدأ البنك نشاطه بفرعين هما فرع الخرطوم وأم درمان، ثم توسع أفقياً ليبلغ عدد فروعه (15 فرعاً) في 2018.

## أهداف البنك
يهدف بنك ام درمان الوطني لتحقيق رؤيته من خلال اهداف إستراتيجية تتمثل في:
- تجميع وقبول مدخرات العاملين بالخارج.
- تمويل عمليات التجارة الخارجية وتنشيط العلاقات مع البنوك والمؤسسات المالية العالمية.
- تمويل احتياجات القطاع الخاص.
- المساهمة في تمويل مختلف القطاعات الاقتصادية والمحافظ الاستثمارية.
- استمرار البنك في الاضطلاع بمسئوليته الاجتماعية ودعم جهود الدولة في توسعة قاعدة
- التمويل الأصغر والتمويل ذو البعد الاجتماعي.
- تعميق وتطوير صيغ التمويل الإسلامية.
- تمويل مشروعات التنمية الاقتصادية والتعدين والحرفيين وصغار المنتجيين.

## خدماتالبنك
يقدم البنك عدد من الخدمات الالكترونية منها:
- نقاط البيع الالكترونية

## إلتزامات البنك
يعمل بنك ام درمان الوطني وفق الالتزامات القانونية الوطنية والعالمية منها:
- قانون جمهورية السودان مكافحة غسل الأموال وتمويل الإرهاب لسنة 2014.
- سياسة بنك ام درمان الوطني لمكافحة غسل الأموال وتمويل الإرهاب.
- منشور (8/2014): الضوابط التنظيمية والرقابية للمؤسسات الخاضعة لرقابة بنك السودان المركزي بشأن مكافحة جرائم غسل الأموال وتمويل الإرهاب.
- استبيان ولفسبيرج.

## روابط خارجية
- الموقع الرسمي لبنك ام درمان الوطني